# Piero Fantastichini
Pour les articles homonymes, voir Fantastichini.
Piero Fantastichini ou Piero, né le 12 mai 1949 à Rome est un sculpteur et peintre italien contemporain.

## Biographie
Piero Fantastichini est né à Rome, Piazza Navona. De 1961 à 1967, il fréquente le lycée Artistico de Frosinone où il était l'élève du maître Piero Guccione, puis se consacre exclusivement à la recherche et à la réalisation artistique. 
Depuis les années 1990, il vit en France, d'abord à Bonson, puis à Nice où il installe son atelier auprès du MAMAC.
En avril 2003, il est invité d'honneur à la Kostrunda 2003, la principale exposition d'art moderne en Suède, où il expose une Pyramide à volume variable, sculpture de 9 m de haut.

## Expositions
- Canaletto Gallery, Londres,
- Palais Schwarzenberg (1994), Prague
- Kostrunda 2003,

## Œuvres
- La metafisica delle pieghe
- Il canto del volumen
- Pyramide à volume variable
- Panneggi
- Tracce all'opera,
- Muro di stelle